# St. Anna (Tanas)

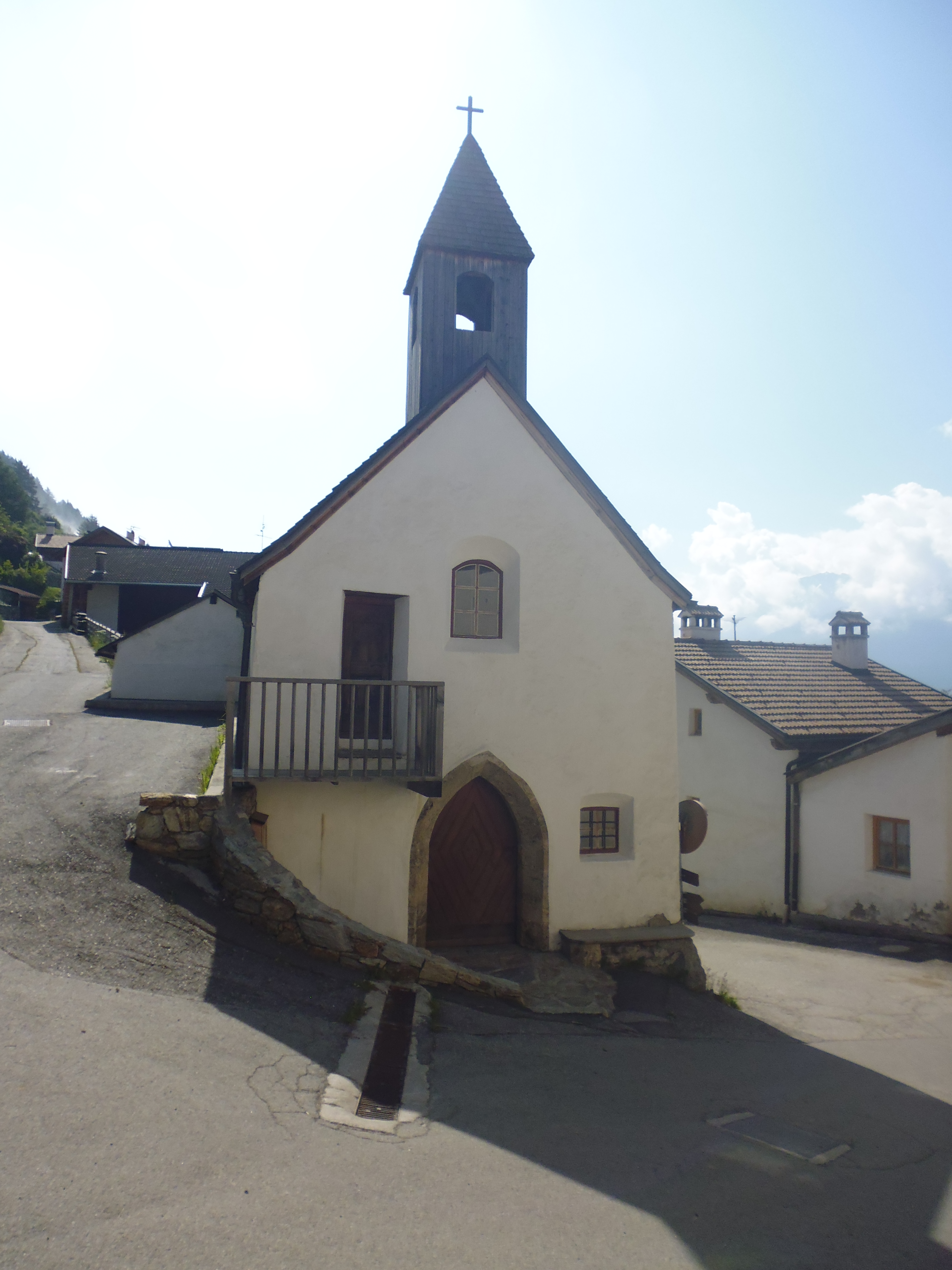
St. Anna in Tanas

Die Kapelle St. Anna liegt im Zentrum der Fraktion Tanas der Gemeinde Laas im Vinschgau. Nachdem beim Neubau der eingestürzten Ortskirche St. Peter der Standort so gewählt worden war, sodass die Einwohner von Tanas diese nur noch sehr schwierig erreichen konnten, wurde gegen Ende des 17. Jahrhunderts in Tanas die Kapelle St. Anna erbaut. Es bot sich an, da die Schule und das (heute leerstehende) Widum nach wie vor im Ort lagen. Die Kapelle diente nur für den Gottesdienst an Werktagen, war aber keine Seelsorgerkirche. Sie wurde 1713 zum ersten Mal genannt. Nach dem Bau der Herz-Jesu-Kirche war sie überflüssig geworden und wurde profaniert. Zeitweilig diente sie der Feuerwehr als Gerätehalle und als Wohnung für den Dorfschmied. Die nicht sehr umfangreiche Inneneinrichtung wurde verkauft, so das Altarretabel an ein bayerisches Kloster, um den Erlös für den Neubau der Herz-Jesu-Kirche zu verwenden. Seit 1935 ist die Kirche wieder geweiht.

## Bauwerk
Es ist ein einfach ausgeführter Bau mit dreiseitigem Chorabschluss. Er verfügt über Flachbogenfenster und hat an der Westseite ein kleines Viereckfenster. Da die Kirche mit der linken Seite an einen Hang gebaut ist, auf dem eine Straße verläuft, kann von hier aus ein hölzerner Vorbau betreten werden, von dem aus eine Tür auf die Empore führt. Auf der gleichen Seite ist 1732 an der Nordostecke eine kleine Sakristei angebaut worden. Das Dach ist mit Holzschindeln gedeckt und wird von einem hölzernen Dachreiter gekrönt. Die kleine Glocke ist ohne jegliche Inschrift oder Verzierung. Das Kirchenschiff besteht aus einem Tonnengewölbe auf Stichkappen. An den Graten befinden sich stuckierte Blattgewinde, Rosetten und zwei, mit Perlenschnüren umrahmte Bildfelder mit Maria Krönung und einem Marienmonogramm. Die Bildfelder sind mit TS.P. signiert. Die Tür zur Sakristei zeigt die Inschrift:

„17 Thaman Telser als Kirchpropst 32“

## Wiederherrichtung
Im Jahre 1935 wurde begonnen, die Kirche wieder zu einem Sakralbau herzurichten. Das Eingangsportal wurde aus Tuffstein neu gestaltet, hierbei hat man den Scheitelstein aus der abgegangenen Peterskirche verwendet. Für die spärliche Inneneinrichtung hat man genommen, was man finden konnte. Der kleine Altar ist aus mehreren Teilen zusammengesetzt worden. Er besteht aus einem Gitterwerksdekor mit einer Schmerzensmadonna, darüber befindet sich das gerahmte Fahnenblatt der alten Jünglingsfahne, das das Wessobrunner Gnadenbild zeigt. Die Rückseite ist mit einem Schutzengelmotiv bemalt. Die Fahne stammt von Florian Greiner aus dem Jahr 1763 und wurde 1990 restauriert.
Umfangreiche Renovierungsarbeiten durch die Bevölkerung von Tanas sind bis zum Jahre 2011 erfolgreich abgeschlossen worden.